# Campionato Sul-Mato-Grossense
Il Campeonato Sul-Mato-Grossense è il campionato di calcio dello stato del Mato Grosso do Sul, in Brasile. È organizzato dal 1979 dalla Federação de Futebol do Mato Grosso do Sul (FFMS). Prima del 1979 le squadre del Mato Grosso do Sul disputavano il Campeonato Matogrossense, in quanto il Mato Grosso e il Mato Grosso do Sul formavano un unico stato.

## Stagione 2021
- Águia Negra (Rio Brilhante)
- Aquidauanense (Aquidauana)
- Chapadão (Chapadão do Sul)
- Comercial-MS (Campo Grande)
- Costa Rica (Costa Rica)
- Dourados (Dourados)
- Novoperário (Campo Grande)
- Operário-MS (Campo Grande)
- Três Lagoas (Três Lagoas)
- União ABC (Campo Grande)

## Titoli per squadra
| Squadra          | Città           | Titoli |
| ---------------- | --------------- | ------ |
| Operário         | Campo Grande    | 13     |
| Comercial        | Campo Grande    | 9      |
| CENE             | Campo Grande    | 6      |
| Águia Negra      | Rio Brilhante   | 4      |
| Ubiratan         | Dourados        | 3      |
| Chapadão         | Chapadão do Sul | 2      |
| Corumbaense      | Corumbá         | 2      |
| Nova Andradina   | Nova Andradina  | 1      |
| Coxim            | Coxim           | 1      |
| Ivinhema         | Ivinhema        | 1      |
| CE Naviraiense   | Naviraí         | 1      |
| Sete de Dourados | Dourados        | 1      |
| Costa Rica       | Costa Rica      | 1      |